# Họ Rầy chồng cánh
Họ Rầy chồng cánh (Achilidae) là một họ ve bướm thuộc bộ Cánh nửa. Có ít nhất 520 loài đã được mô tả thuộc họ này.

## Phân họ và chi
Fulgoromorpha Lists on the Web (FLOW) ghi nhận 3 phân họ:

### Achilinae
Authority: Stål, 1866 - 2 tông
Achilini Stål, 1866
- Achilina Stål, 1866

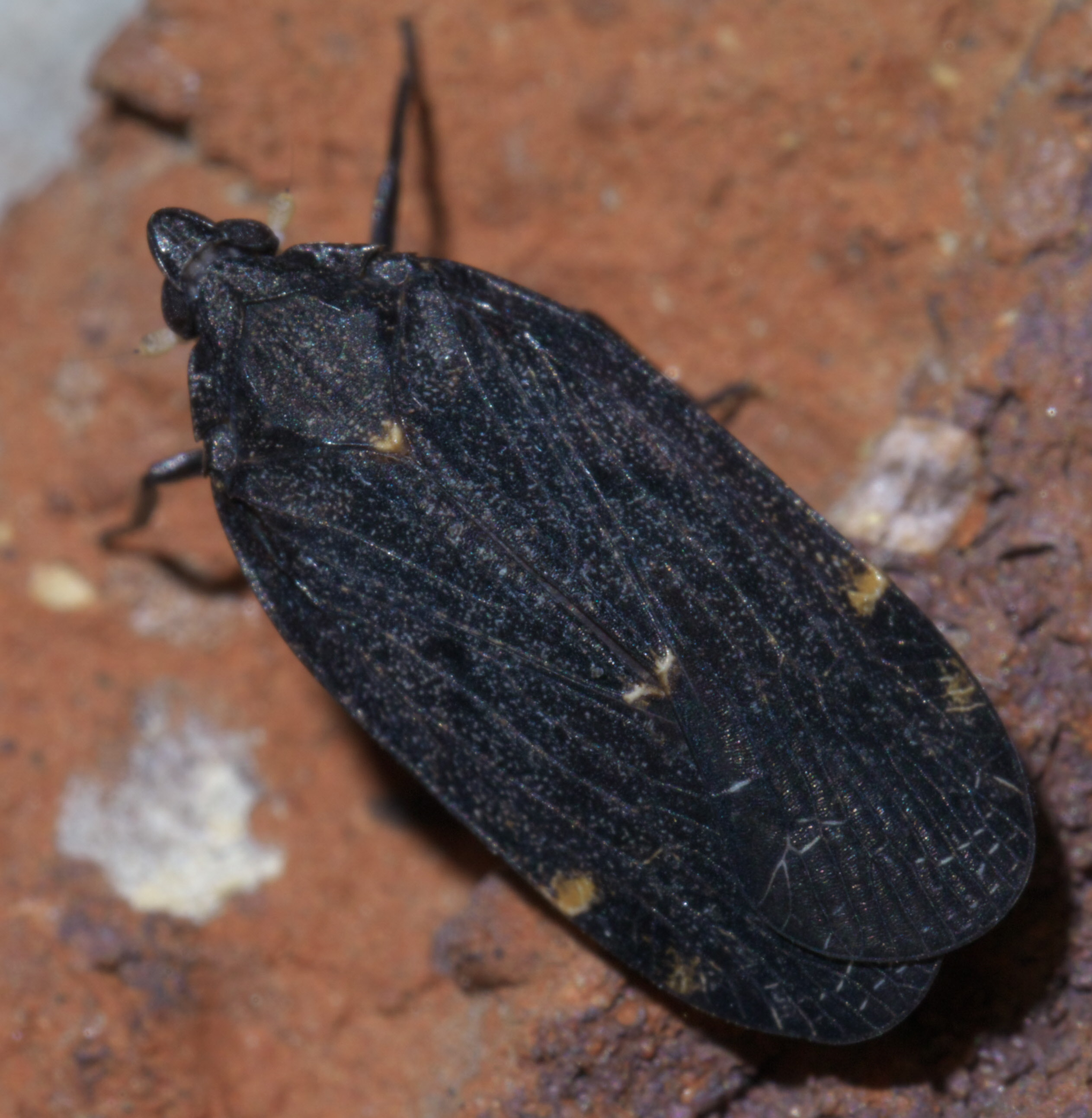
Cixidia opaca

1. Achilus Kirby, 1819 - chi điển hình
2. Flatachilus Fennah, 1950
3. Olmiana Guglielmino, Bückle & Emeljanov, 2010
4. Ouwea Distant, 1907

- Cixidiina Emeljanov, 1992

1. †Angustachilus Lefebvre, Bourgoin & Nel, 2007
2. Cixidia Fieber, 1866

- Elidipterina Fennah, 1950

1. Booneta Distant, 1907
2. Catonidia Uhler, 1896
3. Elidiptera Spinola, 1839
4. Faventilla Metcalf, 1948
5. Messeis (ve bướm) Stål, 1860
6. Metaphradmon Fennah, 1950
7. Paracatonidia – P. webbeda Long, Yang & Chen, 2015
8. Paraphradmon Fennah, 1950
9. Parelidiptera Fennah, 1950
10. Phradmonicus Emeljanov, 1991
11. Prinoessa Fennah, 1950
12. Uniptera Ball, 1933

- Achilini incertae sedis

1. Anabunda Emeljanov, 2005
2. Aneipo Kirkaldy, 1906
3. Bunduica (ve bướm) Jacobi, 1909
4. Dipsiathus Emeljanov, 2005
5. Epiona (ve bướm) Emeljanov, 2005
6. Mabira (ve bướm) Fennah, 1950
7. Nelidia Stål, 1860
8. Parabunda Emeljanov, 2005
9. †Paratesum Emeljanov & Shcherbakov, 2009
10. †Protomenocria Emeljanov & Shcherbakov, 2009
11. †Psycheona Emeljanov & Shcherbakov, 2009
12. Rhinochloris Emeljanov, 2005
13. †Gedanochila Brysz & Szwedo, 2022
14. †Protepiptera Usinger, 1939

Achillini Emeljanov, 1991
1. Achilla (ve bướm) Haglund, 1899
2. †Hooleya (ve bướm) Cockerell, 1922
3. Maurisca Emeljanov, 2005

### Apatesoninae
Authority: Metcalf, 1938 - 4 tông đơn loài
1. Apateson Fowler, 1900: Apatesonini Metcalf, 1938
2. Ilva (ve bướm) Stål, 1866: Ilvini Emeljanov, 1991
3. Sevia Stål, 1866: Seviini Emeljanov, 1991
4. Tropiphlepsia Muir, 1924: Tropiphlepsiini Emeljanov, 1991

### Myconinae
Authority: Fennah, 1950 - 6 tông
Amphignomini Emeljanov, 1991
1. Amphignoma Emeljanov, 1991

Mycarini Emeljanov, 1991
1. Acocarinus Emeljanov, 1991

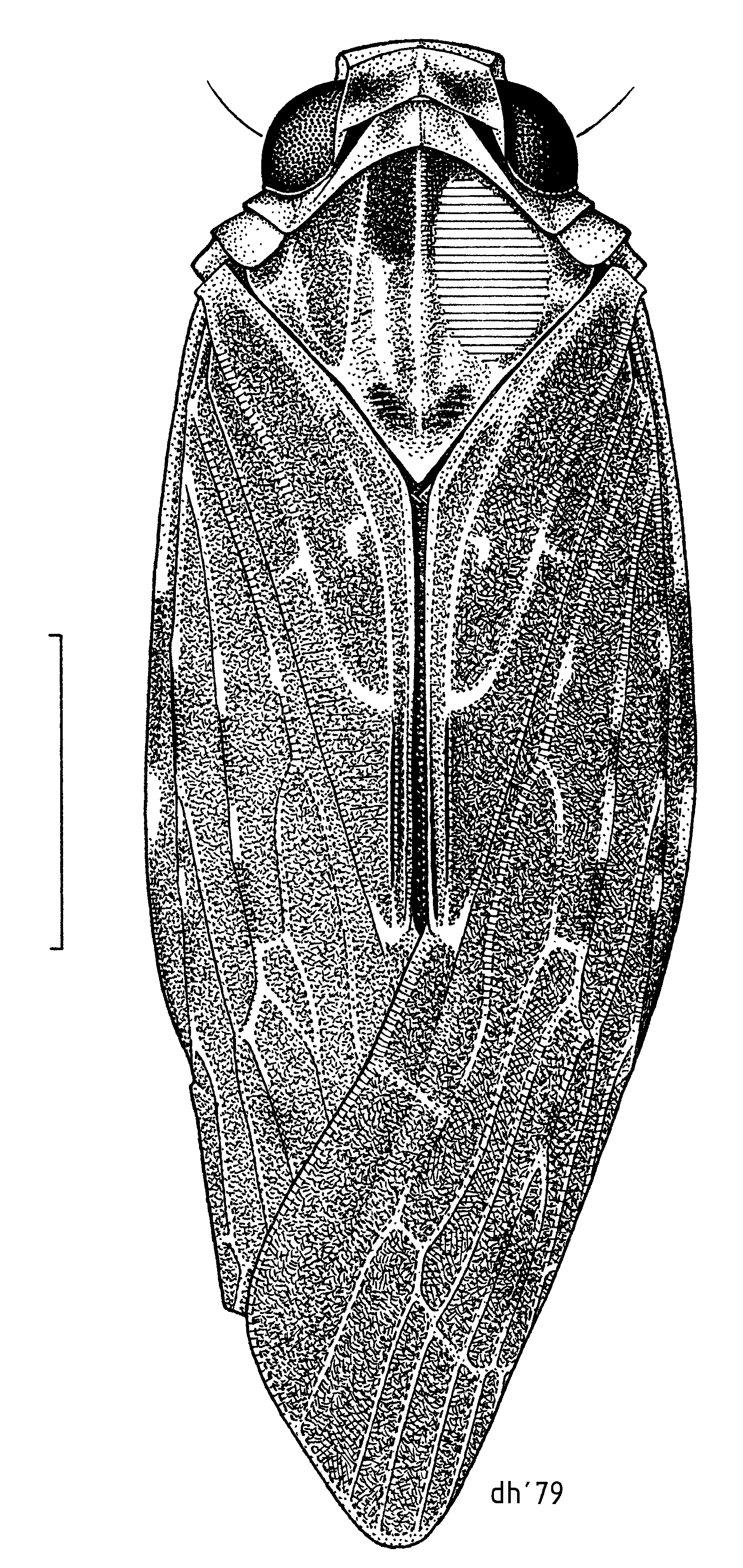
Agandecca annectans (con đực)

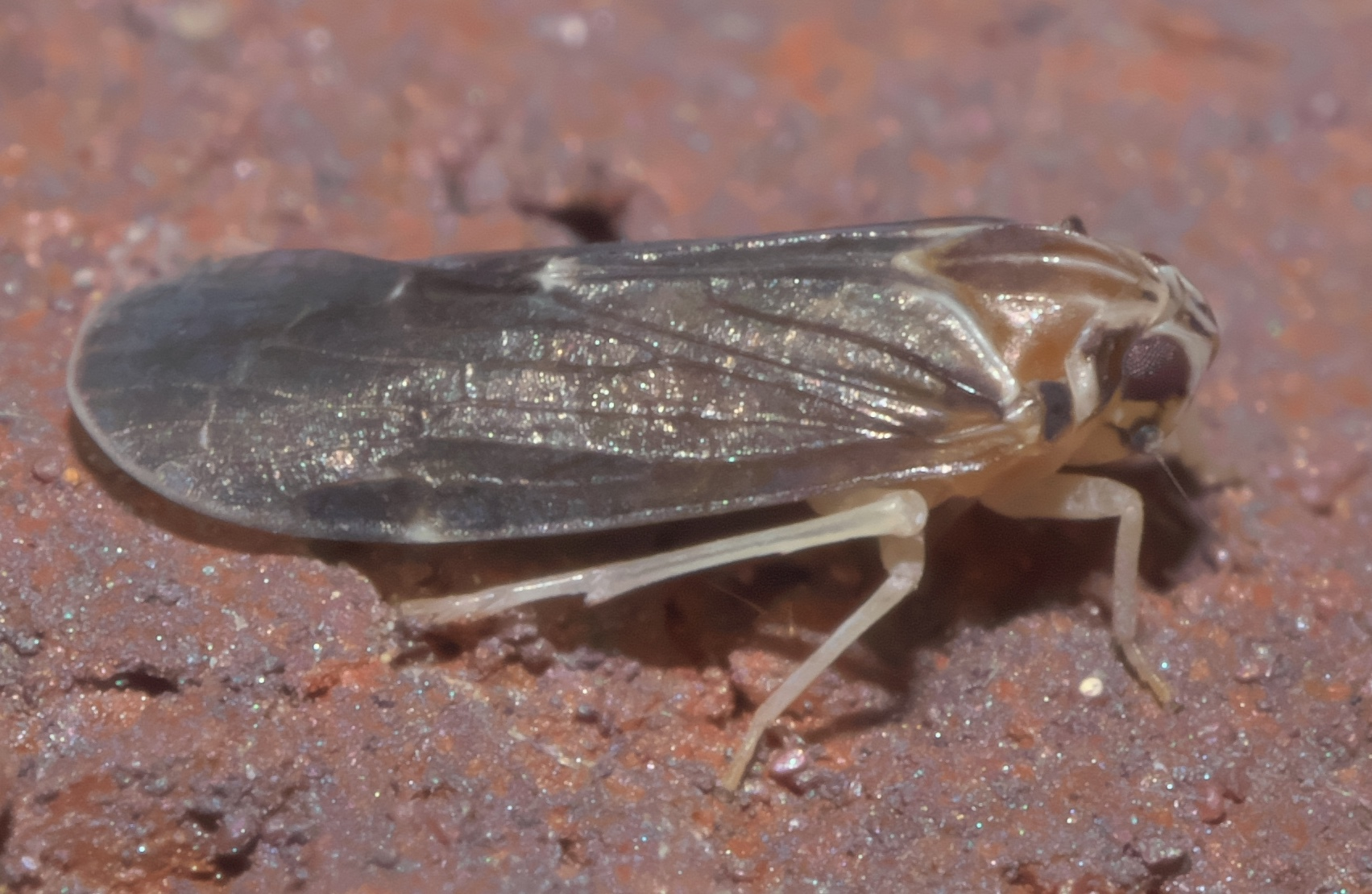
Synecdoche impunctata

2. Emeljanocarinus Bourgoin & Soulier-Perkins, 2006
3. Katbergella Fennah, 1950
4. Mycarinus Emeljanov, 1991
5. Mycarus Emeljanov, 1991

Myconini Fennah, 1950
1. Ganachilla – G. zhenyuanensis Wang & Huang, 1989
2. Haicixidia – H. jianfengensis Wang, 1989
3. Myconellus Fennah, 1950
4. Myconus (ve bướm) Stål, 1860
5. Myrophenges Fennah, 1965

Plectoderini Fennah, 1950.   Một vài chi điển hình
- Abas (ve bướm) Fennah, 1950
- Callichlamys (ve bướm) Kirkaldy, 1907
- Cernea (ve bướm) Williams, 1977
- Cnidus (ve bướm) Stål, 1866
- Cythna (ve bướm) Kirkaldy, 1906
- Deferunda Distant, 1912
- Francesca (ve bướm) Kirkaldy, 1906
- Gordiacea (ve bướm) Metcalf, 1948
- Haitiana Dozier, 1936
- Hamba (ve bướm) Distant, 1907
- Kosalya (ve bướm) Distant, 1906
- Kurandella Fennah, 1950
- Magadha (ve bướm) Distant, 1906
- Mahuna Distant, 1907
- Nyonga (ve bướm) Synave, 1959
- Opsiplanon Fennah, 1945
- Plectoderes Spinola, 1839
- Quadrana Caldwell, 1951
- Rhinocolura (ve bướm) Fennah, 1950
- Spino (ve bướm) Fennah, 1950
- Synecdoche (ve bướm) O'Brien, 1971
- Taloka (ve bướm) Distant, 1907
- Usana (ve bướm) Distant, 1906

Rhotalini Fennah, 1950
1. Errada Walker, 1868
2. Errotasa Emeljanov, 2005
3. Hebrotasa Melichar, 1915
4. Rhotala Walker, 1857
5. Taractellus Metcalf, 1948

Waghildini† Szwedo, 2006
1. Waghilde Szwedo, 2006

### incertae sedis
1. †Acixiites Hamilton, 1990
2. Leptarciella Fennah, 1958
3. †Niryasaburnia Szwedo, 2004
4. Parasabecoides Synave, 1965
5. Peltatavertexalis – P. horizontalis Xu, Long & Chen, 2019
6. Ridesa Schumacher, 1915
7. Sabecoides Fennah, 1958

### Chưa chắc chắn
GBIF cũng ghi nhận các chi dưới đây thuộc họ này, nhưng chưa chắc chắn về cách phân loại như vậy:
1. Chiotasa Melichar, 1915
2. Cionoderus Uhler, 1895
3. Messoides Metcalf, 1930
4. Nablusitypus Kaddumi, 2005
5. Neomenocria Fennah, 1950
6. Okatropis Matsumura, 1910
7. Planusfrons Chun Liang Chen, Chung Tu Yang & Wilson, 1989
8. Plectoderella Fennah, 1950
9. Pyren Fennah, 1950
10. Rhotella Metcalf, 1938
11. Spendon Jacobi, 1928
12. Tabiana Jacobi, 1928
13. Tudea Distant, 1907
14. Winawa Haupt, 1926